# Межевой переулок (Киев)
Межево́й переу́лок (укр. Межови́й прову́лок) — переулок в Подольском районе города Киева, местности Ветряные горы и посёлок Шевченко. Пролегает от улицы Светлицкого до Косенко.
Примыкают улицы Золочевская, Каневская, Мусы Джалиля, Верещагина.

## История
Переулок возник в середине XX века под названием 227-я Новая улица. Современное название получил в 1957 года.
В 1962 году часть переулка была отделена под названием улица Ивана Ижакевича. В 1977 году к переулку была присоединена часть Краснопольской улицы.

## Застройка
На участке между улицами Светлицкого и Каневской, с нечётной стороны улицы застройка представлена жилой многоэтажной, по чётной стороне — частным сектором. На участке между улицами Каневской и Косенко — частным сектором.
 Учрежденияː
- средняя общеобразовательная школа № 93 (дом № 7-А)